# Warriors: Legends of Troy
Warriors: Legends of Troy, in Giappone Troy musō (TROY 無双? lett. "Troia senza rivali"), è un videogioco per PlayStation 3 e Xbox 360 del 2011. Il gioco è stato sviluppato da Koei Canada ed è stato pubblicato da Koei. Il titolo fa parte della serie Dynasty Warriors, ma è diverso dai precedenti capitoli della serie, in quanto contiene una maggior quantità di violenza grafica ed è il primo gioco della serie a ricevere un rating M da ESRB. È stato distribuito in Europa il 18 marzo 2011.

## Trama
Il gioco è ambientato durante la decennale guerra di Troia ed è caratterizzato da elementi sovrannaturali, come le apparizioni degli Dèi greci. Basato principalmente sull'Iliade, si articola attraverso ventuno capitoli che ripercorrono gli eventi del conflitto dall'arrivo della flotta greca sulle spiagge di Troia fino alla fuga di Enea a seguito della caduta della città.

### Capitoli
Ogni capitolo vede protagonista uno degli otto eroi principali, e al termine di ciascuno di essi, salvo il capitolo 2, è presente un boss. Effettuando concatenamenti di colpi si guadagnano kleios, che tra una missione e l'altra permettono di acquistare oggetti con cui potenziare i propri eroi o sbloccare nuove combo. In ogni capitolo sono inoltre presenti delle missioni secondarie che, se completate, consentono di guadagnare punti aggiuntivi.
1. Approdo: Achille raggiunge le spiagge di Troia alla testa dei suoi Mirmidoni, in modo da assicurare una testa di ponte al resto della flotta greca, oltre a neutralizzare alcune balliste che con i loro dardi infuocati minacciano di incenerire le altre navi. Boss: Guardiano
2. Perimetro: Guidati da Ulisse, Achille, Patroclo e Aiace devono mettere in sicurezza la spiaggia e la zona circostante per garantire l'allestimento dell'accampamento greco, oltre a respingere il primo tentativo di sortita degli assediati troiani. Boss: Nessuno
3. Resistenza: Prima che i greci ottengano il controllo della regione antistante Troia, il principe Ettore organizza una sortita all'esterno delle mura per mettere in salvo quante più persone possibili all'interno della città, ma deve fare i conti con i Mirmidoni. Boss: Patroclo
4. Onore: Paride, consapevole di essere il principale responsabile della guerra che sta insanguinando Troia, decide di uscire dalla città e andare incontro a Menelao, cui intende proporre un duello faccia a faccia: chi vincerà avrà Elena, mentre il perdente sarà il prossimo passeggero della barca di Caronte. Boss: Menelao
5. Conquista: Passano quasi dieci anni, ma Troia continua a resistere. Nel tentativo di favorirne la caduta, Achille guida i Mirmidoni alla conquista di tutte le altre città della regione, privando gli assediati di tutti i loro alleati. Alla fine, l'ultima rimasta è la potente città di Lirnesso, guidata da uno dei cugini del principe Ettore: Enea. Boss: Enea, Minete
6. Sangue: Mentre tutti gli eserciti della Grecia sono impegnati a Troia, Pentesilea, principessa delle Amazzoni, guida le sue guerriere all'assalto di Atene per liberare la loro regina, Ippolita, catturata e ridotta in schiavitù dal re Teseo. Nell'infuriare dello scontro, però, un tragico errore segnerà per sempre la vita e l'onore di Pentesilea. Boss: Teseo
7. Fama: Aiace Telamonio, bramoso di gloria e fama quanto suo cugino Achille, accompagna re Agamennone alla conquista di Tebe, ultima alleata dei troiani, la cui caduta metterebbe in seria difficoltà la resistenza di Troia dopo quasi nove anni di assedio. Boss: Eezione
8. Pestilenza: Una pestilenza si abbatte sull'esercito greco, decimandone i soldati. Nel tentativo di capire l'origine del fenomeno, e di trovare una possibile soluzione, Achille e Patroclo vengono inviati al tempio di Apollo per consultare l'oracolo. Il tempio è però sorvegliato da Troilo, figlio di Priamo e favorito di Apollo, ma Achille, che ha disprezzo per tutti gli Dei, non ha timore a reclamare la sua vita, anche se questo significa sfidare la collera dei cieli. Boss: Troilo, Statua di Apollo
9. Campione: La notizia che Achille, furioso con Agamennone per avergli portato via la schiava Briseide, ha abbandonato l'esercito greco rinfranca gli assediati troiani, che con il favore degli Dei organizzano una controffensiva. Per Ettore, messosi alla guida della spedizione, è giunto il momento di ergersi a campione di Troia e guidare il suo popolo alla riscossa sui greci. Boss: Aiace
10. Sortita: Nel tentativo di rinfrancare il morale di un esercito greco sull'orlo del collasso Ulisse, accompagnato da Menelao, organizza una spedizione notturna contro il campo dei Traci, alleati dei troiani, accampati lungo le rive del fiume Scamandro. Boss: Reso
11. Breccia: Nonostante la sconfitta dei Traci, il morale greco continua ad essere basso, e per i troiani sembra essere finalmente giunta l'ora della vittoria finale. Ettore, accompagnato dal fratello Deifobo, guida l'esercito troiano all'attacco dell'accampamento greco: ma Poseidone, alleato dei Greci, intenzionato ad impedire che i suoi protetti vengano sterminati, invia uno dei suoi figli ad occuparsi dell'eroe. Boss: Ciclope
12. Disperazione: L'assalto troiano sta per spazzare via l'esercito greco, e nel mezzo della battaglia re Agamennone rimane isolato dal resto delle sue truppe. Aiace, dopo essere riuscito a trarlo in salvo, deve portarlo al sicuro all'interno dell'accampamento greco, per poi occuparsi del grosso dell'esercito troiano al comando del semidio Sarpedonte, già affrontato tempo addietro da suo padre. Boss: Sarpedonte
13. Risolutezza: Mentre infuria la battaglia, Paride vuole poter concludere con le sue mani ciò che lui stesso ha provocato; così, accompagnato da Deifobo, si dirige all'accampamento greco per dare fuoco alle navi, tagliando al nemico ogni possibile via di fuga. Non ha però fatto i conti con la vendicativa dea Era, che non gli ha mai perdonato di aver favorito Afrodite in quel giudizio scellerato che è all'origine di tanta sventura. Boss: Idomeneo e Merione (in coppia con Deifobo), Grifone
14. Gloria: Nel disperato tentativo di riportare Achille in battaglia, Agamennone gli restituisce Briseide, ma l'eroe rifiuta ancora di aiutare l'odiato nemico. Patroclo, per salvare l'onore di Achille e nel contempo correre in aiuto dei Greci, decide quindi di prendere il suo posto, ma durante la battaglia, preso dalla foga, infrange la promessa fatta al cugino di non spingersi oltre le rive dello Scamandro: quell'errore gli costerà caro. Boss: Sarpedonte, Ettore
15. Purificazione: Pentesilea, ora assorta a nuova regina delle Amazzoni, conduce il suo popolo sulla piana di Troia, dove la regina intende riscattare il proprio onore. Prima di poterlo fare, però, deve sottoporsi ad un rito di purificazione, e quindi, accompagnata da Deifobo e dal re Priamo, si dirige al tempio di Artemide, dove però, come ultima prova, dovrà confrontarsi con il peso del proprio peccato. Boss: Fantasma di Ippolita
16. Ira: Achille, divorato dalla rabbia per la morte di Patroclo, riceve dalla madre Teti una nuova armatura e si lancia da solo contro l'intero esercito troiano, e neppure l'opposizione dello stesso Scamandro sarà in grado di placare la sua furia, né la sua insaziabile sete di vendetta. Boss: Ettore
17. Giustizia: Purificata da Artemide, Pentesilea è pronta a compiere il destino di tutte le regine delle amazzoni: morire sul campo di battaglia. Solo un guerriero, però, può darle quella morte gloriosa a cui aspira, scolpendo il suo nome nel mito e liberandola per sempre dal peso dei suoi peccati. Boss: Ulisse, Achille
18. Redenzione: Con la morte di Memnone, ultimo alleato dei troiani, Troia è ormai senza più difese, e i Greci, sotto la guida di Achille, sono pronti ad espugnare la città. Per Paride questa è l'ultima occasione per espiare al proprio peccato e salvare la sua città dall'inesorabile destino che l'attende. Boss: Achille
19. Follia: Nel tentativo di recuperare il corpo di Achille, Ulisse e Aiace riescono ad impossessarsi del Palladio, la sacra reliquia che proteggeva Troia da qualunque tentativo di invasione. Ma Atena, nonostante sia alleata dei Greci, considera tale atto un'offesa, e lancia una maledizione tramite la quale il seme della pazzia germoglia inesorabile nella mente di Aiace, già provata dall'essersi visto negare la gloria che ritiene sua di diritto. Boss: Lissa
20. Caduta: Dopo dieci anni di guerra, è giunto per i Greci il momento di espugnare finalmente le mura di Troia. Ulisse, illuminato da Atena, ha l'idea giusta, e a quel punto il destino della città è segnato. Boss: Paride
21. Sopravvivenza: Mentre Troia brucia, Enea deve riuscire a portare in salvo, oltre la sua famiglia, quante più persone possibili, così da compiere l'ultima profezia di Cassandra: la profezia lo vede, un domani, fondatore di una nuova nazione, che oltre a garantire un futuro al popolo di Troia sarà destinata a governare il mondo per più di mille anni, diventando il più grande impero della storia. Boss: Agamennone

## Modalità di gioco
Caratterizzato da una quantità molto maggiore di sangue rispetto ai precedenti giochi di Dynasty Warriors, il gioco supporta il gioco online cooperativo e competitivo, per un massimo di quattro giocatori.. Il giocatore, che controlla i personaggi da una prospettiva in terza persona e affronta numerosi eserciti nemici, è in grado di utilizzare lo scudo come arma e utilizzare armi da lancio come giavellotti. Ogni personaggio controllato dal giocatore ha una propria personalità e stile di combattimento.
Ogni lato, sia greci che troiani, ha quattro personaggi principali, ovvero Achille, Aiace, Ulisse e Patroclo per i greci, ed Enea, Ettore, Pentesilea e Paride per i troiani.

## Accoglienza
La rivista Play Generation diede alla versione per PlayStation 3 un punteggio di 68/100, apprezzando l'ambientazione interessante e insolita per un titolo del genere e come contro il fatto che fosse ripetitivo, graficamente povero e privo di opzioni multiplayer, finendo per trovarlo un titolo in cui l'ambientazione non riusciva a risolvere i difetti di una formula che aveva fatto il suo tempo, peggiorata dai problemi tecnici.